# سندرم هایپراسمولار هیپرگلیسمیک
سندرم هایپراوسمولار هایپرگلایسمیک به انگلیسی (Hyperosmolar Hyperglycemic Syndrome) از عوارض حاد دیابت است. این وضعیت قبلاً شوک یا کومای هایپراسمولار نامیده می‌شد. مشخصه اصلی این عارضه هایپراسمولاریتی خون است. این وضعیت شباهت‌هایی با کتواسیدوز دیابتی دارد با این تفاوت که وجود انسولین مانع از ایجاد کتون‌ها و اسیدوز شدید می‌شود. در این وضعیت هایپرگلایسمی می‌تواند بسیار شدید و گاه بالای ۱۰۰۰ میلی‌گرم در دسی‌لیتر باشد. این وضعیت معمولاً در بیماران دیابت نوع دو دیده می‌شود، و معمولاً با وجود مقادیر بالای قند و نبود کتوز قابل توجه در حضور سایر علایم بالینی تشخیص داده می‌شود. در این بیماران دهیدراتاسیون شدیدتر است و متناسب با افزایش اوسمولاریته پلاسما سطح هوشیاری کاهش پیدا می‌کند. در این عارضه علایم عصبی شامل تشنج و وضعیتی شبیه سکته مغزی مشاهده می‌شود که با تصحیح اوسمولاریتی بهبود می‌یابد. درمان این وضعیت مرگبار باید تهاجمی باشد و شامل تجویز مایعات و انسولین است.